# جيري هندريكس
جيري هندريكس (بالهولندية: Jerry Hendriks)‏ هو لاعب دارت هولندي، ولد في 25 أكتوبر 1988 في آيندهوفن في هولندا.

## وصلات خارجية
- جيري هندريكس على موقع DartsDatabase.co.uk (الإنجليزية)